# Avenida Peru
Avenida Peru é uma telenovela peruana produzida e exibida pela Andina de Televisión.
A novela não alcançou o resultado esperado pela emissora e foi criticada por ter, além do título, várias partes copiadas da novela Avenida Brasil, da Rede Globo.

## Elenco
- Gerardo Zamora como Hildebrando Huamán Rojas.
- Nidia Bermejo como María Fe Flores Donayre.
- Gabriela Gastelumendi como María Alejandra Monteverde Parodi.
- Jesús Neyra como Sebastián Neuhaus Cisneros / Mateo.
- Carlos Cano de la Fuente como Rogelio Concha y Maña.
- Javier Valdés como Felipe Monteverde Terry.
- Lorena Caravedo como Carmen León.
- Alexandra Graña como Andrea Stigler Velarde.
- Francisco Cabrera como Ulises Huarcayo Alva.
- Tula Rodríguez como Yessenia Amasifuén.
- Dante del Águila como Juan José Amasifuén.
- Carolina Cano como Monique Aguirre Córdova.
- Daniel Neuman como Jerson Mesías Luna.
- Milagros López Arias como Wendy Rosas Gamarra.
- Carlos Mesta como Jerónimo Flores Espinoza.
- Mónica Madueño como Maisa Parodi.
- Anaí Padilla Vásquez como Carola Ocaña Vargas.
- Claudio Calmet como Thiago Pereira Isasi.
- Sebastian Monteghirfo como Alfredo.
- Carlos Thorton como Gino.
- Jaime Phillips Calle como Warren Yáñez Zevallos.
- Miguel Ángel Álvarez como Ángel Rey.
- José Luis Ruiz como Fernando Rodriguez.
- Martín Velázquez como Darío.
- Sergio García-Blásquez como Brandon Solano Pérez.
- Daniela Camaiora como Valeria Calmet.
- Nicolás Fantinato como Benito Gálvez Rosado.
- Mónica Rossi como Rebeca Del Busto Alzalde.
- Javier Dulzaides como Lucas Flores Donayre.
- Oriana Cicconi como Dorita Sánchez.
- Macla Yamada como Lucía Del Busto.
- Natalia Montoya como Leticia Donayre Ortiz.
- Desirée Franco como Rubí Mesías Luna.
- Alonso Cano como Rubén.
- Carlos Lozano como Santiago.

### Participações especiais
- Renzo Schuller como a si mesmo.
- Gian Piero Díaz como a si mesmo.